# Webmonkey
Webmonkey 是一个非常受欢迎的网上教程，教授人們如何再前端和後端构造网页。网站包括了构造网页的方方面面的知识，比如网上编程，数据库，多媒体和网络商店架构。内容与连线杂志上教授网站设计的教程相似。Webmonkey是一个新手和老手皆宜使用的网站。在1999年，网站成立了Webmonkey Kids子网站教授孩子如何设计网站。
Webmonkey在2004年2月由于其母公司Terra Lycos在美国裁人而关门。于2006年2月重开，但稍后又关闭。
2008年5月Webmonkey被收购连线杂志的Condé Nast公司收购，后者把Webmonkey作为一个wiki重新发布。